# Controcorrente (gioco da tavolo)
Controcorrente - Soltanto nel porto siamo al sicuro! (Flußaufwärts - Nur im Hafen ist man sicher!, anche conosciuto in inglese come Up the River - Race to the Harbor)  è un gioco da tavolo creato da Manfred Ludwig e distribuito nel 1988 da Ravensburger.

## Ambientazione
Il tabellone di gioco rappresenta un fiume, con una cascata ad un'estremità e un porto all'altra. Il fiume è composto da 10 caselle mobili di cartoncino, più l'undicesima che rappresenta il porto. Il porto presenta dodici bitte, numerate da 1 a 12. La cascata va "immaginata", non è rappresentata da un oggetto fisico.
Ogni giocatore controlla tre segnalini di legno, raffiguranti tre barche dello stesso colore. Scopo del gioco è far raggiungere il porto alle proprie barche prima degli avversari, in modo da ottenere più punti possibile. Nel contempo, visto che la gara si svolge "controcorrente", bisogna evitare che le proprie barche precipitino nella cascata.

## Regole del gioco
All'inizio della partita la casella con il banco di sabbia va disposta in prima posizione, tutte le barche di tutti i giocatori in terza posizione, l'onda in quarta posizione, e il porto alla fine (le altre caselle sono equivalenti tra loro e possono essere disposte come si vuole).
Ad ogni turno il giocatore lancia il dado a sei facce incluso con il gioco: cinque facce sono numerate normalmente da 1 a 5, mentre la sesta presenta due frecce, una bianca e una nera. 
- Se il giocatore ottiene un numero, può decidere quale delle sue tre barche far avanzare di altrettante caselle. 
  - Se la barca si ferma sulla casella con l'onda, si sposta in avanti di altre tre caselle.
  - Se la barca attraversa la casella con il banco di sabbia, deve fermarsi su di essa, anche se il risultato del dado è maggiore.
- Se il giocatore ottiene la doppia freccia, scatena un vento favorevole per le proprie barche, oppure un vento contrario per quelle avversarie. Il giocatore dunque
  - può far avanzare una delle proprie barche fino a raggiungere la propria barca più vicina (ma fermandosi se incontra il banco di sabbia),
  - può far indietreggiare una delle barche avversarie fino a raggiungere la barca più vicina dello stesso avversario (senza fermarsi al banco di sabbia)
  - se non ci sono mosse disponibili, cioè il giocatore non ha barche da far avanzare (ad esempio perché ha ormai solo una barca in gioco, o le ha tutte sulla stessa casella), né barche avversarie da far indietreggiare (ad esempio nessun giocatore ha una barca in gioco, o tutti hanno una sola barca, o hanno barche sulla stessa casella), allora non può fare niente e deve passare il turno.

Quando tutti i giocatori hanno completato il loro turno, le barche eventualmente presenti sulla prima casella vengono eliminate dal gioco (è come se precipitassero nella cascata): la prima casella si sposta tra la decima e il porto, diventando quindi la nuova decima casella. Il gioco riprende regolarmente dal primo giocatore.
Quando un giocatore raggiunge la casella rappresentante il porto (a differenza di altri giochi, non è necessario un tiro di dado esatto) posiziona la sua barca sulla bitta libera con il numero più alto (a questo punto la barca non è più considerata in gioco, e quindi non selezionabile per le mosse "doppia freccia")
Il gioco termina quando tutte le barche hanno raggiunto il porto e/o sono precipitate nella cascata. Si sommano i punti presenti sulle bitte, e chi ottiene il punteggio più alto vince.

## Riconoscimenti
- Vincitore del premio come miglior gioco per bambini all'Årets Spel del 1989[1].